# جاك بيرك
جاك أوغيستن بيرك (بالفرنسية: Jacques Augustin Berque)‏ (1328 - 1416 هـ / 1910 - 1995 م) هو مستشرق فرنسي وعالم اجتماع. درس في جامعة الجزائر والسوربون.

## أعماله
له:
- «دراسات في التاريخ الريفي المغربي»
- «الشرق الثاني»
- «الإسلام يتحدى»
- القرآن، محاولة ترجمة، أصدرته له دار النشر ألبين ميشيل في الثاني من أكتوبر عام 2002.
- «ترجمة معاني القرآن الكريم»
- «العرب بين الأمس والغد».[2]